# Łukasz Skowron
Łukasz Skowron (ur. 17 marca 1991 w Sierpcu) – polski piłkarz, występujący na pozycji bramkarza.

## Kariera piłkarska
Początkowo występował w Wiśle Płock i Polonii Warszawa. Będąc zawodnikiem stołecznej drużyny rozegrał w latach 2009–2011 w Młodej Ekstraklasie 21 meczów. W sezonie 2011/2012 przebywał na wypożyczeniu w Radomiaku Radom, w którego barwach rozegrał 23 spotkania w III lidze (w 12 zachował czyste konto).
W połowie lipca 2012 przeszedł do Jagiellonii Białystok, z którą podpisał roczny kontrakt z możliwością przedłużenia o dwa lata. W Ekstraklasie zadebiutował 18 sierpnia 2012 w wygranym meczu z Podbeskidziem Bielsko-Biała (2:1). W początkowej fazie rozgrywek – pierwszych pięciu kolejkach – był podstawowym bramkarzem białostockiej drużyny. Następnie utracił miejsce w składzie na rzecz Jakuba Słowika. W sezonie 2012/2013 rozegrał w najwyższej klasie rozgrywkowej osiem spotkań, wystąpił także w jednym meczu Pucharu Polski (11 sierpnia 2012 z Sokołem Ostróda) i sześciu Młodej Ekstraklasy. W lipcu 2013 ponownie został graczem Radomiaka Radom. W sezonie 2013/2014 zagrał w siedmiu spotkaniach II ligi. W listopadzie 2013 zerwał więzadła krzyżowe w kolanie, co wykluczyło go z gry na kilka miesięcy.
W lipcu 2014 został zawodnikiem Arki Gdynia, z którą podpisał roczny kontrakt. W sezonie 2014/2015 wystąpił w 14 meczach I ligi. W 2015 przeszedł do AEL-u Limassol. W cypryjskiej ekstraklasie zadebiutował 19 września 2015 w meczu z Ermisem Aradipu (1:0). W sezonie 2015/2016 rozegrał w najwyższej cypryjskiej klasie rozgrywkowej 10 spotkań. Od stycznia do maja 2017 grał w drugoligowym portugalskim SC Olhanense. W sierpniu 2017 przeszedł do irlandzkiego St. Patrick’s Athletic F.C., dla którego rozegrał 7 meczów w 2017 roku. 
| Sezon         | Klub                        | Kraj       | Rozgrywki        | Mecze | Bramki |
| ------------- | --------------------------- | ---------- | ---------------- | ----- | ------ |
| 2011/2012     | Radomiak Radom              | Polska     | III liga         | 23    | 0      |
| 2012/2013     | Jagiellonia Białystok       | Polska     | Ekstraklasa      | 8     | 0      |
| 2013/2014     | Radomiak Radom              | Polska     | II liga          | 7     | 0      |
| 2014/2015     | Arka Gdynia                 | Polska     | I liga           | 14    | 0      |
| 2015/2016     | AEL Limassol                | Cypr       | First Division   | 10    | 0      |
| 2016/2017 (w) | SC Olhanense                | Portugalia | Segunda Liga     | 8     | 0      |
| 2017          | St. Patrick’s Athletic F.C. | Irlandia   | Premier Division | 7     | 0      |